# Жалгызтобе
Жалгызтобе (каз. Жалғызтөбе) — упразднённое село в Тарбагатайском районе Восточно-Казахстанской области Казахстана. Входит в состав Маныракского сельского округа. Код КАТО — 635857500. Исключено из учётных данных в 2024 году.

## Население
В 1999 году население села составляло 134 человека (63 мужчины и 71 женщина). По данным переписи 2009 года, в селе проживали 53 человека (28 мужчин и 25 женщин).